# صوتيات (فيزياء)

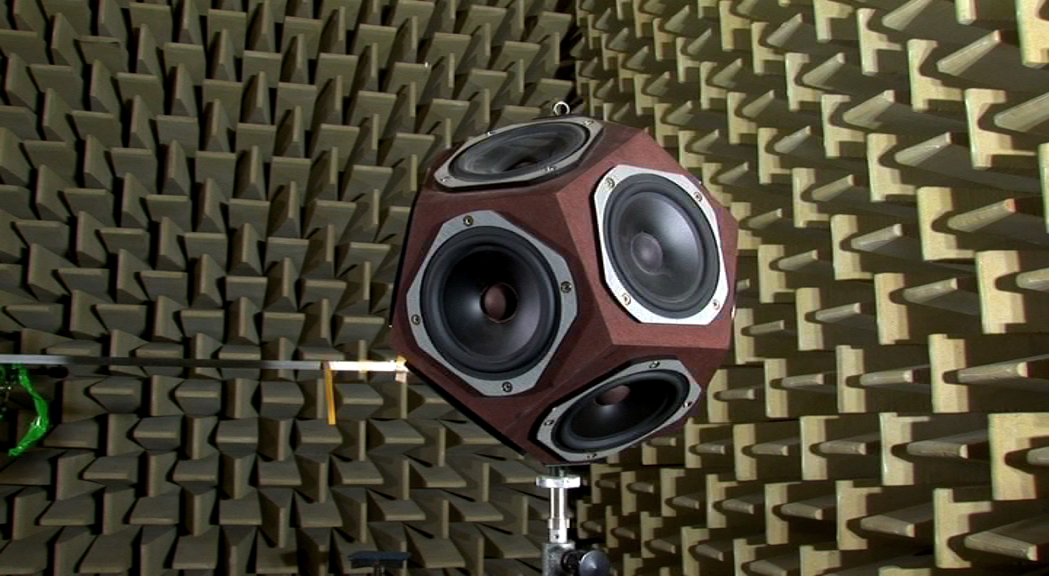
مصدر صوت صناعي بكافة الاتجاهات في غرفة عديمة الصدى

الصوتيات أو عِلم الصوت أو السمعيات (بالإنجليزية: Acoustics)‏ هو فرع من العلوم المتعدد المبادئ الذي يهتم بدراسة الصوت، ما فوق الصوت، ما تحت الصوت، أو بشكل عام جميع الأمواج الميكانيكية للصوت في الغازات، السوائل والمواد الصلبة.
عِلم الصوت هي العلوم التي تجمع وتتعامل مع الأمواج الصوتية ميكانيكيا في الغازات والسوائل والجوامد بما فيها الاهتزازات والصوتيات وما فوق الصوتيات وما تحت الصوتيات. والشخص الذي يعمل في هذا المجال يدعى عالم صوت أو مهندس صوت، ويمكننا أن نرى تطبيق هذا العِلم في أغلب حياة المجتمعات الحديثة. إن حاسة السمع من أكثر الحواس الهامة لخاصية البقاء عند الأحياء، والنطق من أهم مميزات الإنسان.

## التاريخ

### القديم
في القرن السادس قبل الميلاد أراد العالم اليوناني فيثاغورث (570 - 495 قبل الميلاد) أن يعرف عن سبب الاختلاف بمقدار جمالية فواصل الأصوات اللحنية عن الأخرى (الفواصل اللحنية هي فرق النغمة بين طبقتين موسيقيتين أو لحنين) ووجد أجوبته تبعا لنسب رياضية تمثل سلسلة النغمات الموسيقية على الوتر. ولقد علم أنه عندما تكون أطوال الوتر المهتز تعبر عن نسب أعداد صحيحة مثل 2 إلى 3, أو 3 إلى 4, تكون قد ولدت لحنا متناغما. على سبيل المثال:
عند النقر على وتر نوتة (سي) سوف يصدر نفس النوتة من وتر من اوكتاف أدنى . عندها الألحان التي ما بينهما سوف تعطى بواسطة 16:9 لل(دي)، 8:5 لل(أي)، 3:2 لل (أف)، 4:3 لل(جي)، 6:5 لل (أاي)، و 16:15 لل(بي) تصاعديا.
لقد فهم أرسطو (384-322 قبل الميلاد) الأصوات التي تحتوي تمدد أو تقلص في الهواء. وقبل حوالي 20 سنة ما قبل الميلاد كتب المهندس المعماري الروماني ماركو فيتروفيو (70 ق.م – 23م) دراسة عن خصائص عِلم الصوت في المسرح وذلك تضمن نقاشات الممثلين والصدى واللإنعكاسات الصوتية. وذلك كان بداية عِلم الصوت المسرحي.

### الوسيط
درس إخوان الصفا (القرن الرابع الهجري، أي العاشر الميلادي) عِلم الأصوات وعِلم الموسيقى، وضمنوا خلاصة لآراء سابقيهم. عرَّفوا الصوت بأنه 
| صوتيات (فيزياء) | قرع يحدث في الهواء من تصادم الأجرام وذلك لأن الهواء لشدة لطافته وسرعة حركة أجزائه يتخلل الأجسام كلها فإذا صدم جسم جسمًا آخر انسل ذلك الهواء من بينهما وتدافع وتموَّج إلى جميع الجهات وحدث من حركته شكل كروي واتسع كما تتسع القارورة من نفخ الزجاج (صانع الزجاج) فيها. وكلما اتسع ذلك الشكل ضعفت حركته وتموجه إلى أن يسكن ويضحمل | صوتيات (فيزياء) |

وقسموا الأصوات إلى الجهير والخفيف، والحاد والغليظ، وتتفق تقسيماتهم مع العِلم الحديث (الجهر والهمس والشدة والرخاوة). وعزوا ذلك إلى طبيعة الأجسام التي تصدر عنها هذه الأصوات، وإلى قوة تموج الأصوات بسببها. وفي اهتزاز الأوتار الصوتية ربطوا بين طول الوتر وغلظه وقوة شده أو توتره. كما عللوا الصدى، وشرحه الجلدكي كيفياً لا قياسياً فيقول في أسرار الميزان
| صوتيات (فيزياء) | ليس المراد منه حركة انتقالية من ماء أو هواء واحد بعينه بل هو أمر يحدث بصدم بعد صدم وسكون بعد سكون… والصدى يحدث عن انعكاس الهواء المتموج من مصادمة جسم عالٍ كجبل أو حائط، ويجوز ألا يقع الشعور بالانعكاس لقرب المسافة فلا يحس بتفاوت زماني الصوت وعكسه… | صوتيات (فيزياء) |

وقسّم إخوان الصفا أصوات الحيوان إلى
- الصادرة عن ذوات الرئة (وتختلف نغماتها بأطوال أعناقها وسعة حلاقيمها وتركيب حناجرها وقوة دفع الهواء من أفواهها ومناخرها)
- الصادرة عن ذوات الأجنحة عديمة الرئة؛ كالزنابير والجراد والصراصير، (وتنتج أصواتها عن تحرك الهواء بأجنحتها، كحال تحريك أوتار العيدان، ويعزى اختلاف أصواتها إلى لطافة أجنحتها وغلظها وطولها وسرعة حركتها)
- الصادرة عن عديمة الرئة والأجنحة؛ كالأسماك والسلاحف والسرطانات، وتسمى الحيوانات الخرساء (وتختلف أصواتها باختلاف يبسها وصلابتها، وباختلاف أحجامها من حيث الكبر والصغر، والطول والقصر والسعة والضيق.)[5]

### الحديث
إن الفهم الفيزيائي لعمليات عِلم الصوت قهمت بشكل متطور بعد الثورة العلمية, وقد كان جاليليو (1564-1642م) والآخر مارين ميرسين (1588-1648م), ولكن بشكل منفصل, تم اكتشاف القوانين الكاملة للأوتار المهتزة – ليكملوا ما بدأه فيثاغورث وأتباعه قبل أكثر من 2000 سنة – فقد كتب جاليليو «اصدر الأمواج الصوتية من اهتزازات جسم رنان والذي ينتشر في الهواء مارا بطبلة الأذن حتى يبدأ الدماغ بترجمة هذا الصوت». وتعد هذه الجملة أنها كانت بدأ علمين: عِلم الصوت الفيزيولوجي وعِلم الصوت السايكولوجي.
و أما عن تجارب قياس سرعة الصوت في الهواء فقد تمت بنجاح ما بين 1630 و1680 عن طريق عدد من الدارسين وقد كان أبرزهم ميرسين. وأما نيوتن (1642-1727) فقد اكتشف علاقة سرعة الصوت في الجمادات وكان حجر الأساس في عِلم الصوت المادي.

## أقسام عِلم الصوت
١- عِلم الصوت الفسيولوجي (الوظائفي أو النطقي)
٢- عِلم الصوت الفيزيائي أو (الاكوستيكي)
٣- عِلم الصوت السمعي والإدراكي.